# Branco
Branco, született Cláudio Ibrahim Vaz Leal (Bagé, 1964. április 4.) világbajnok brazil labdarúgó, hátvéd, edző.

## Pályafutása

### Klubcsapatban
1980–81-ben az Internacional, 1981 és 1986 között a Fluminense labdarúgója volt. 1986 és 1988 között kölcsönben az olasz Brescia játékosa volt. 1988 és 1991 között a portugál FC Porto 1991 és 1993 között az olasz Genoa csapatában szerepelt. 1992-ben hazatért Brazíliába. 1992 és 1994 között a Grêmio, 1995-ben a Flamengo, majd a Corinthians együttesében játszott. 1996-ban az angol Middlesbrough, 1997-ben az amerikai MetroStars csapatában szerepelt rövid ideig.

### A válogatottban
1985 és 1995 között 72 alkalommal szerepelt a brazil válogatottban és kilenc gólt szerzett. Tagja volt az 1989-es Copa América-győztes és az 1994-es világbajnok csapatnak.

### Edzőként
2012-ben a Figueirense, 2013-ban a Sobradinho, majd a Guarani vezetőedzője volt.

## Sikerei, díjai
Brazília
- Világbajnokság
  - aranyérmes: 1994, Egyesült Államok
- Copa América
  - aranyérmes: 1989, Brazília

 Fluminense
- Brazil bajnokság
  - bajnok: 1984

 FC Porto
- Portugál bajnokság
  - bajnok: 1989–90
- Portugál kupa
  - győztes: 1991